# Sialis arvalis
Sialis arvalis is een insect uit de familie Sialidae, die tot de orde grootvleugeligen (Megaloptera) behoort. De soort komt voor in het westen van de Verenigde Staten.